# (27141) Krystleleung
(27141) Krystleleung est un astéroïde de la ceinture principale d'astéroïdes.

## Description
(27141) Krystleleung est un astéroïde de la ceinture principale d'astéroïdes. Il fut découvert le 14 décembre 1998 à Socorro (Nouveau-Mexique) par le projet LINEAR. Il présente une orbite caractérisée par un demi-grand axe de 2,46 UA, une excentricité de 0,15 et une inclinaison de 7,4° par rapport à l'écliptique.

## Compléments